# باشگاه ورزشی الزورا
باشگاه ورزشی الزورا (عربی: نادي الزوراء) یک باشگاه فوتبال عراقی که در شهر کرخ، بغداد، عراق واقع شده‌است. الزورا بهترین باشگاه‌های فوتبال درعراق، که توانسته با کسب ۱۴عنوان قهرمانی (آخرین آن در فصل ۲۰۱۸–۲۰۱۷) رکوردار لیگ برتر عراق لقب بگیرد. ۱۶ قهرمانی درجام حذفی عراق (رکوردار) و ۵ قهرمانی در سوپرجام عراق این تیم در فینال جام برندگان جام آسیا در سال ۲۰۰۰ مقابل باشگاه ژاپنی شیمیزو اس-پالس حضور یافت و نایب قهرمان این مسابقات شد.

## بازیکنان
| شماره |      | پست       | بازیکن              |
| ----- | ---- | --------- | ------------------- |
| ۴     | عراق | مدافع     | وسام جبار           |
| ۶     | عراق | هافبک     | محمد نجم            |
| ۸     | عراق | مهاجم     | هشام محمد (کاپیتان) |
| ۹     | عراق | مهاجم     | مروان حسین          |
| ۱۰    | عراق | مهاجم     | علی سعد             |
| ۱۲    | عراق | هافبک     | احمد علی حسین       |
| ۱۲    | عراق | هافبک     | اکرم ستار جبار      |
| ۱۲    | عراق | هافبک     | محمد فاضل           |
| ۱۳    | عراق | مدافع     | عمر صباح جاسم       |
| ۱۳    | عراق | مدافع     | مؤید خالد           |
| ۱۶    | عراق | هافبک     | حیدر سعدون          |
| ۱۷    | عراق | هافبک     | حیدر صباح           |
| ۱۷    | عراق | هافبک     | خلدون عزیز          |
| ۲۱    | عراق | هافبک     | علی قاسم            |
| ۲۲    | عراق | دروازه‌بان | عمار علی العزاوی    |
| ۲۳    | عراق | هافبک     | حیدر عبدالامیر      |
| ۲۷    | عراق | مهاجم     | مزهر احمد           |
| ۲۸    | عراق | هافبک     | سجاد حسین           |
| ۲۹    | عراق | مدافع     | علی کامل            |
| ۳۰    | عراق | هافبک     | یاسر عبدالکریم      |

| شماره |      | پست       | بازیکن          |
| ----- | ---- | --------- | --------------- |
| ۳۷    | عراق | مدافع     | محمد احمد       |
| ۳۷    | عراق | مهاجم     | محمد عبد جابر   |
|       | عراق | دروازه‌بان | احمد علی جابر   |
|       | عراق | مدافع     | احمد سلام هاشم  |
|       | عراق | مدافع     | فارس حسن        |
|       | عراق | مدافع     | حیدر جبار       |
|       | عراق | مدافع     | حیدر رحیم       |
|       | عراق | مدافع     | ولید خالد       |
|       | عراق | هافبک     | هاشم موفق       |
|       | عراق | مهاجم     | ابراهیم احمد    |
|       | عراق | مهاجم     | علی منصور الوان |
|       | عراق | مهاجم     | حسام سعید       |
|       | عراق | مهاجم     | کرار طارق       |
|       | عراق | مهاجم     | محمد سعد        |
|       | عراق | دروازه‌بان | علا کاطع        |

## رقابت
الزورا رقیب باشگاه فوتبال نیروی هوایی عراق.

## مربیان مشهور
- عمو بابا

## بازیکنان مشهور
- عدنان حمد
- کریم صدام
- ابراهیم عبد نادر
- سلام هاشم
- حسام فوزی
- حیدر محمود
- عماد رضا

## افتخارات

### افتخارات محلی
- لیگ برتر عراق: (۱۴)

۱۹۷۶، ۱۹۷۷، ۱۹۷۹، ۱۹۹۱، ۱۹۹۴، ۱۹۹۵، ۱۹۹۶، ۱۹۹۹، ۲۰۰۰، ۲۰۰۱، ۲۰۰۶، ۲۰۱۱*۲۰۱۶*۲۰۱۸
- جام حذفی عراق برنده: (۱۶)

۱۹۷۶، ۱۹۷۹، ۱۹۸۱، ۱۹۸۲، ۱۹۸۹، ۱۹۹۰، ۱۹۹۱، ۱۹۹۳، ۱۹۹۴، ۱۹۹۵، ۱۹۹۶، ۱۹۹۸، ۱۹۹۹، ۲۰۰۷، ۲۰۱۶، ۲۰۱۸
- سوپرجام عراق:۵بار

### عملکرد بین‌المللی

#### لیگ قهرمانان آسیا
- ۲۰۰۳: دوره سوم مرحله مقدماتی
- ۲۰۰۵: مرحله گروهی
- ۲۰۰۷: مرحله گروهی

#### جام ای اف سی
- ۲۰۰۹: یک‌هشتم نهایی

#### جام قهرمانان آسیا
۱۹۹۶: دوره دوم
۱۹۹۷: رتبه چهارم
۱۹۹۸: دوره دوم
۲۰۰۱: دوره اول
۲۰۰۲: دوره دوم

#### جام برندگان جام آسیا
۱۹۹۳/۹۴: دوره اول
۱۹۹۹/۰۰: نایب قهرمان

## افتخارات فردی
جام کنفدراسیون‌ها ۲۰۰۹
بازیکنان زیر در جام کنفدراسیون‌ها در حین اینکه بازیکن تیم الزورا بود برای تیم ملی بازی کرد:
-  ۲۰۰۹ - محمد کاصد وبهترین بازیکن عراق